# HiSilicon Kirin 970
L'HiSilicon Kirin 970 è un system on a chip (SoC) prodotto dall'azienda cinese HiSilicon a partire dal 2017.
Presentato ad IFA 2017, il processore è stato utilizzato nella serie 10 e 10 Pro degli smartphone di Huawei ed anche nel Honor 10 del 2018. È stato sostituito dal Kirin 980. 